# ジオース
ジオース（Diose）または二炭糖（にたんとう）は、2個の炭素原子を含む単糖である。化学修飾されていない単糖の一般組成は、nの値が3以上の(CH2O)nであるため、ジオースは定義的には単糖ではない。しかし、(CH2O)nを満たすことからしばしば最も基本的な単糖として扱われる。アルドジオースであるグリコールアルデヒドのみが唯一可能なジオースである。（ケトジオースは2炭素では不可能。）

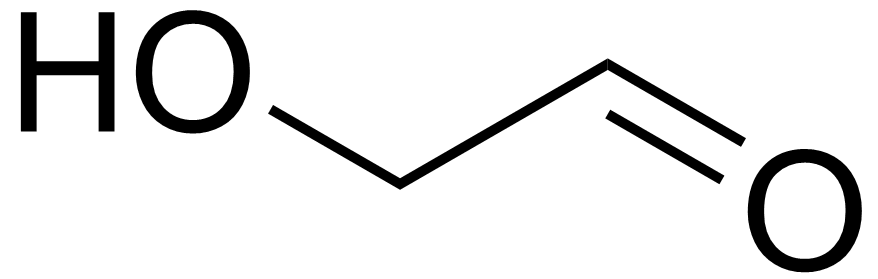
グリコールアルデヒド